# 金光侠
金光侠（キム・グァンヒョプ、朝: 김광협、1915年 - 1970年）は、朝鮮民主主義人民共和国（北朝鮮）の軍人、政治家。金日成が率いる朝鮮労働党の主流派である満州派に属していた。朝鮮人民軍大将。妹に金聖愛（金日成の後妻）がいる。

## 経歴
1915年に咸鏡北道生まれ。黄埔軍官学校卒業。1935年に中国共産党に入党。1936年、東北抗日聯軍第5軍第2師第4団政治委員として中国東北部（旧満州国）で抗日運動に参加する。1940年3月、東北抗日聯軍第二路軍総指揮部警衛隊政治委員に任命。ソ連領に逃れた後は、第88旅団第4営第7連連長を務める。
1945年7月、新設の朝鮮共産党東北委員会が発足すると、同委員に就任し、牡丹江地区委員会を担当することとなった。同年8月、ソ連の対日参戦とともに中国東北部に赴き、ソ連軍牡丹江警備司令部副司令に就任。9月15日、中共牡丹江地区委員会書記および東北国民軍牡丹江司令部政治委員に就任するが、中共東北局から李荊璞、李大章らが派遣されたため、9月末には委員会副書記、12月8日には副政治委員に下がった。1946年7月、東北民主聯軍吉東軍区司令員兼警備第1旅旅長。1946年8月にハルビンで開かれた東北各省代表連席会議に朝鮮人代表として出席。1947年、東北民主聯軍延辺軍分区司令員を務め、1948年初めに朝鮮に帰国した。
1948年3月の北朝鮮労働党第2回党大会において党中央委員に選出される。
1950年6月に朝鮮人民軍第2軍団長。朝鮮戦争が勃発すると東部方面に侵攻するが春川の攻略が遅れたため参謀長に降格する。1951年に第3軍団長となる。1952年7月に朝鮮人民軍前線司令部が設立されると司令官に就任。1953年2月に朝鮮人民軍大将になる。
1953年8月に朝鮮労働党の党中央常任委員になる。1953年8月～1957年9月まで朝鮮人民軍総参謀長を務める。
1956年4月の第3回党大会において党中央委員、党常務委員会委員に選出され、党内序列第8位となる。1957年9月～1962年10月まで民族保衛相（国防大臣）を務める。1960年に内閣副首相となる。
1961年9月の第4回党大会において党政治委員会委員に選出。1962年12月に朝鮮労働党の党中央委員会の副委員長になる。
1966年10月に朝鮮労働党の党政治局常務委員、党書記になる。その後、1970年に失脚した。